# محافظة المزاحمية
محافظة المزاحمية هي محافظة غرب مدينة الرياض على طريق الرياض- الطائف على بعد 40 كم من مدينة الرياض ويتبعها عدد من المراكز والقرى والهجر. ويحدها من الشمال محافظة ضرما ومن الجنوب محافظة الحريق ومحافظة الرين ومن الشرق مدينة الرياض وقصور آل مقبل ومحافظة الخرج ومن الغرب محافظة القويعية.تبلغ مساحتها 250000 كم2، وبلغ عدد سكانها (62,760) نسمة.

## الموقع الجغرافي
تعتبر محافظة المزاحمية البوابة الغربية لمدينة الرياض لوقوعها تحت سلسلة جبال طويق من الجهة الغربية على طريق الرياض الطائف السريع وأيضا طريق الرياض بيشة الجديد وهناك طريق مزمع إنشاؤه وهو طريق حرض الخرج مروراً بمحافظة المزاحمية حتى يلتقي بطريق الرياض الطائف السريع غرباً. كما أن هناك سكه للحديد التي سوف تربط منطقة الرياض بالمنطقة الغربية مرورا بمحافظة المزاحمية.
تقع محافظة المزاحمية في منطقة الرياض وتبلغ مساحتها 10000كم2، حيث تقع على دائرة عرض 24درجة و 30 دقيقة وخط طول 46 درجة و 30 دقيقة وتبعد حوالي 40 كم غربي مدينة الرياض على طريق الرياض - الطائف السريع، وتتوسط المحافظة المنطقة الواقعة بين جبال طويق من الشر ق ونفود قنيفداء من الغرب. وقد حدد الشاعر الشعبي / إبراهيم بن عبيد غفر الله له بقوله مخاطباً السديري:

## السكان
بلغ عدد سكان محافظة المزاحمية (62,760) نسمة حسب تعداد السعودية 2022، عدد السعوديين (41,736) نسمة، وعدد غير السعوديين (21,024) نسمة.

## المناخ
مناخ محافظة المزاحمية صحراوي جاف صيفا وبارد شتاء كسائر المحافظات المجاورة.
والمزاحمية أساسا عبارة عن سهل يعرف في السابق بوادي ثمامة في وادي (قرقرى) الذي يمتد من جبال العارض (جبل طويق) شرقا حتى نفود قنيفذه (الوركه) غربا ومن الجنوب وادي لحا وجبال الصقورية ثم شمال حتى رغبه ويسمى هذا الموقع البطين ومن بلدانه المزاحمية، ولقد ورد ذكر هذا الوادي في أشعار العرب مثل قول الحطيئة:

وقول يحيى ابن طالب الحنفي: 
وتم الاستيطان بموقع المزاحمية الذي شهد نهضة سكانية وتعليمية وزراعية وتجارية وصناعية حتى أصبحت المحافظة إحدى روافد مدينة الرياض ومتنفساً لها.
يعتبر مناخ منطقة المزاحمية مناخ قاري وتتمتع المنطقة بمعدل هطول أمطار 100ملم بينما يصل معدل الرطوبة النسبية فيها 33% وترتفع محافظة المزاحمية عن سطح البحر حوالي 400 متر.

## المنتزهات
تعتبر منطقة المزاحمية منطقة سياحية بالنسبة لسكان مدينة الرياض العاصمة لقربها وتوفر المياه والمناظر الطبيعية الساحرة وكثرة البساتين والأشجار وتوجد بها منتزهات طبيعية ساحرة، منها:
- منتزه الخرارة الطبيعي وهو عبارة عن مستودع للمياه فيه الأودية والشعاب.
- منتزه المحلية الطبيعي حيث الماء الوفيرة والأشجار الكثيفة وتشكل الجبال والرمال مناظر نادرة وجميلة.
- منتزه الفريشة وهي منتزهات طبيعية تكثر فيها الأشجار المتنوعة.
- منتزه مسيعط تحت جبال طويق.
- شعيب البليدة حيث يوجد جبل مرتفع يقال أن زرقاء اليمامة كانت تستعين به في الرؤيا.
- شعيب الجفير.
- منتزه الخبراء.[3]

## معرض صور

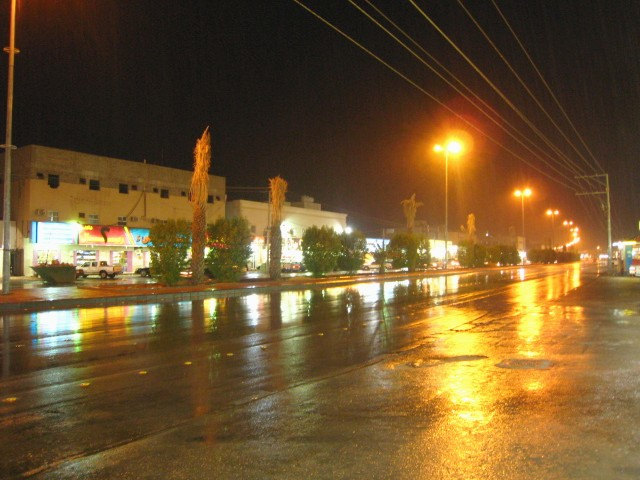
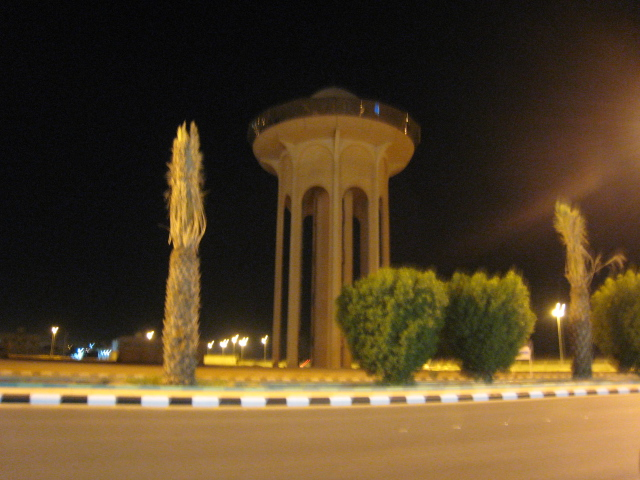
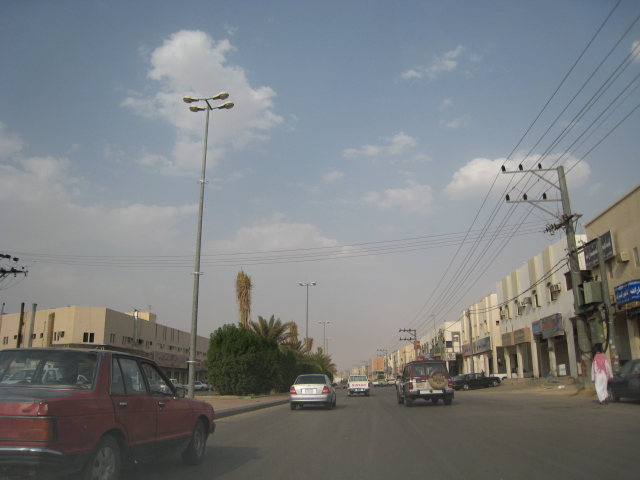
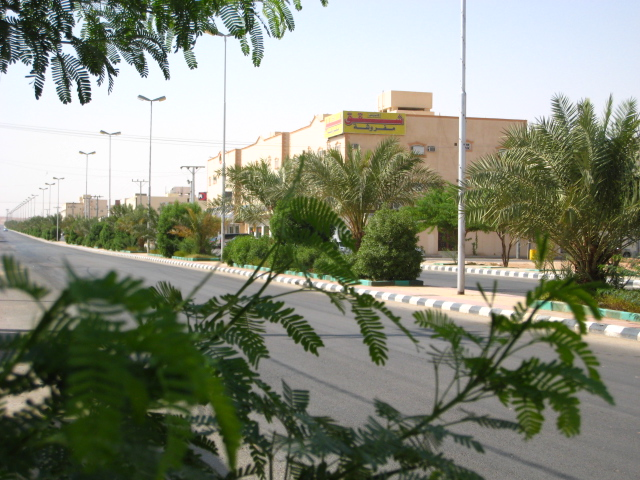
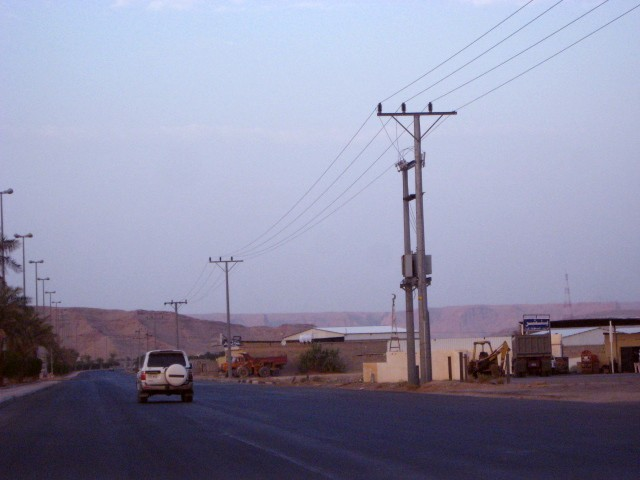
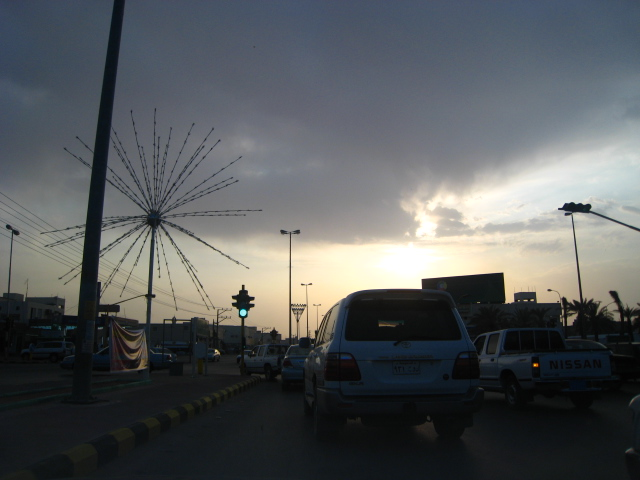

## المراكز التابعة لمحافظة المزاحمية
- مركز الغطغط
- مركز شخيب
- مركزالجفير
- مركز الحفيرة
- مركز الحويرة
- مركز البخراء
- مركز المشاعلة
- مركز الزباير
- مركز الفيصلية
- مركز اللغف
- مركز الصدر الأعلى[4]
- مركز الحنية

## وصلات خارجية
- الموقع الرسمي